# Лапсарське сільське поселення
Лапса́рське сільське поселення (рос. Лапсарское сельское поселение) — муніципальне утворення у складі Чебоксарського району Чувашії, Росія. Адміністративний центр — присілок Лапсари.

## Населення
Населення — 4688 осіб (2019, 4573 у 2010, 4222 у 2002).

## Склад
До складу поселення входять такі населені пункти:
| Населений пункт           | Населення, осіб (2002) | Населення, осіб (2010) |
| ------------------------- | ---------------------- | ---------------------- |
| Асакаси, присілок         | 186                    | 181                    |
| Великі Карачури, присілок | 1132                   | 1120                   |
| Вурманкаси, присілок      | 854                    | 827                    |
| Лапсари, присілок         | 506                    | 599                    |
| Ойкаси, присілок          | 233                    | 250                    |
| Сіньяли, присілок         | 113                    | 124                    |
| Сятракаси, присілок       | 733                    | 960                    |
| Хірле-Сір, присілок       | 289                    | 269                    |
| Чергаші, присілок         | 176                    | 243                    |